# Parafia Najświętszego Serca Pana Jezusa w Olszanicy
Parafia Najświętszego Serca Pana Jezusa w Olszanicy – parafia rzymskokatolicka w dekanacie Złotoryja, w diecezji legnickiej.